# سیلویو فرانچسکونی
سیلویو فرانچسکونی (انگلیسی: Silvio Francesconi; ۲۳ اکتبر ۱۹۵۲ – ۱ ژوئن ۲۰۲۱) بازیکن فوتبال اهل ایتالیا بود.
از باشگاه‌هایی که در آن بازی کرده‌است می‌توان به باشگاه فوتبال کارپی، باشگاه فوتبال اودینزه، و باشگاه فوتبال ترنانا اشاره کرد.